# Esparta (ciutat moderna)
Esparta (grec: Σπάρτη, Sparti) és una petita ciutat del Peloponès, centre administratiu de la unitat perifèrica de Lacònia, el municipi d'Esparta i el districte municipal dels espartans.
Es troba a la vall del riu Eurotes, entre les muntanyes del Taíget a l'oest i el Parnon a l'est.
Fou fundada el 1834, just al sud de les ruïnes de l'antiga Esparta, per Otó I de Grècia i substituí Mistràs com a centre regional. Fou construïda per planificadors de Baviera. Avui en dia, bona part del seu urbanisme i els seus carrers originals estan ben conservats i la ciutat és el centre cultural, econòmic i polític de Lacònia. El 2011 tenia 16.239 habitants. No queden gaire vestigis de la ciutat antiga.
El districte municipal dels espartans («municipi dels espartans» fins al 2010) abasta la comunitat municipal dels espartans (incloent-hi la mateixa Esparta i cinc altres localitats) i les comunitats locals d'Amicles (1.009 habitants), Afissió (583), Kalívia Sokhàs (388) i Kladàs (376). L'agricultura, el comerç i el turisme són la base econòmica de la ciutat.